# 데이비드 폴 그로브
데이비드 폴 그로브(David Paul Grove, 1958년 12월 10일 ~ )는 캐나다의 배우, 텔레비전 배우이다.
캘거리에서 태어났다.

## 방송
- 원스 어폰 어 타임 4
- 원스 어폰 어 타임 3
- 원스 어폰 어 타임 2
- 원스 어폰 어 타임 1

## 영화
- 더 버드와쳐 (2015년)
- 다운 리버 (2013년)
- 엘프 (2003년)
- 외야의 천사들 2 (1997년)
- 마스터마인드 (1997년)
- 산타클로스 (1994년)